# Edward Moxon

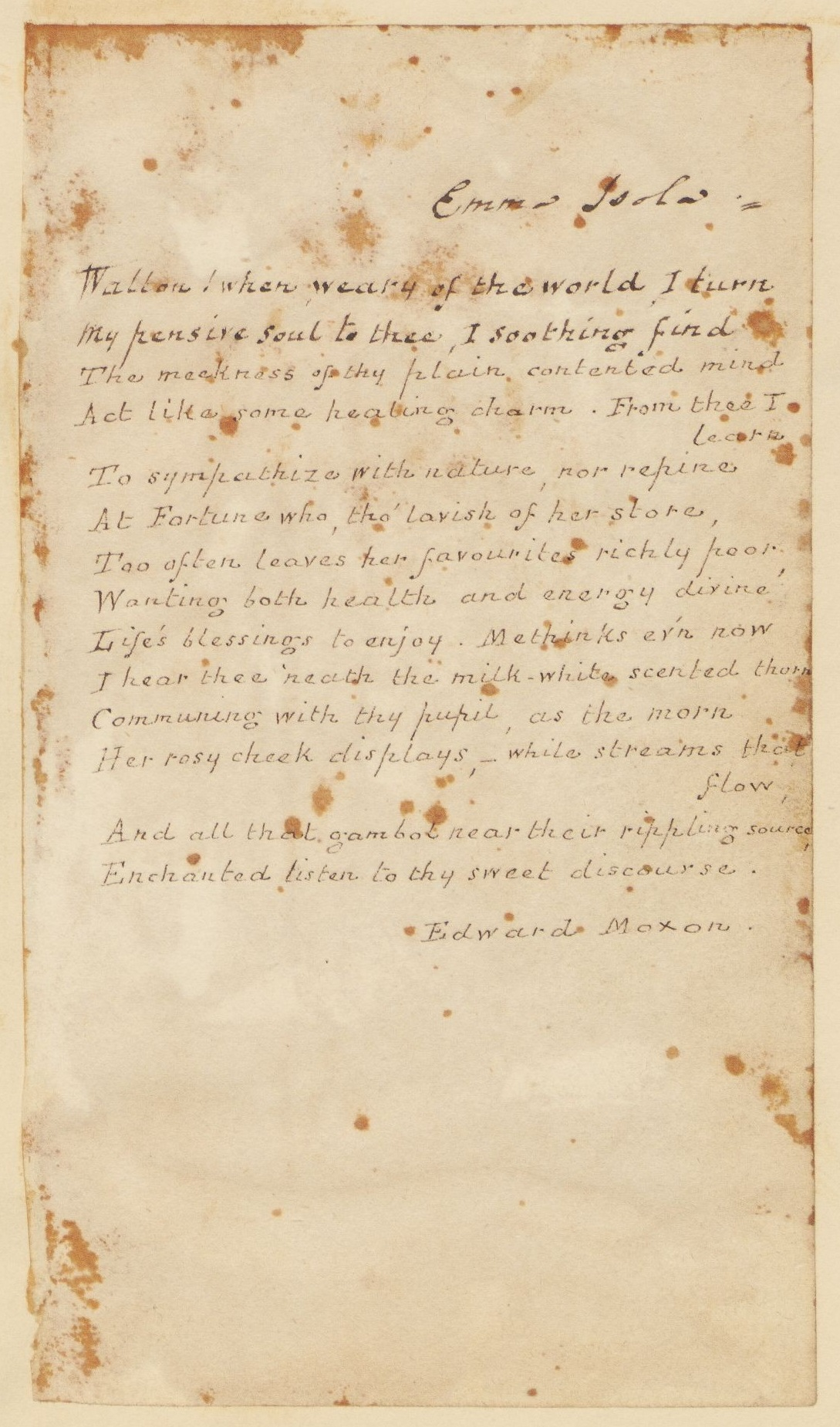
Manuscrito de un poema de Edward Moxon (1801-1858), sin fecha. De un álbum de autógrafos compilado por Emma Isola Moxon (1809-1891). Referencia: MS Eng 601.66 (29), Biblioteca Houghton, Universidad de Harvard

Edward Moxon (12 de diciembre de 1801 - 3 de junio de 1858) fue un poeta y editor británico. 

## Biografía
Moxon nació en Wakefield, Yorkshire. Su padre, Michael, trabajaba en el negocio de la lana. En 1817 se mudó a Londres, comenzando a trabajar en Longman en 1821. En 1826, alentado por su amigo Charles Lamb, publicó un libro de poesías, titulado El Prospecto y otros poemas que fue bien recibido por la crítica. 
En 1830 Moxon comenzó su propia firma de edición en New Bond Street, financiada con un préstamo de £500 de Samuel Rogers. El primer libro que publicó fue la obra de Charles Lamb Album Verses. Moxon también publicó una edición ilustrada de Italy, de Rogers, en 1830, invirtiendo £10 000 en las ilustraciones. Luego de mudarse al 44 de Dover Street, en Piccadilly en 1833, Moxon se casó con Emma Isola en el mismo año. Wordsworth confió en él las publicaciones de sus obras escritas desde 1835 en adelante, y en 1839 publicó la primera edición completa de los poemas de Shelley.
Algunos pasajes de la obra de Shelley Reina Mab causaron que Moxon fuese acusado de blasfemia en 1841. El juicio fue llevado a cabo por Lord Denman. Serjeant Talfourd defendió a Moxon, pero el jurado lo declaró culpable, y los pasajes ofensivos fueron retirados del libro. Luego de este suceso, Moxon continuó trabajando como editor, y en 1840 publicó la obra de Robert Browning Sordello; en los años posteriores, trabajó con Richard Monckton Milnes, Tom Hood, Barry Cornwall, Lord Lytton, Browning y Alfred Tennyson. Tanto Tennyson como Wordsworth se convirtieron en amigos de Moxon.
Luego de su fallecimiento, en 1858, su negocio fue continuado por el impresor Frederick Evans y más tarde por James Bertrand Payne, con contribuciones de la viuda de Moxon, Emma, y su hijo Arthur. En 1865 la firma publicó el libro de Swinburne Atalanta in Calydon, y en 1871 fue tomada por Ward, Lock & Tyler.